# Kalinówka Kościelna
Kalinówka Kościelna [kaliˈnufka kɔɕˈt͡ɕelna] est un village polonais de la gmina de Knyszyn dans le powiat de Mońki et dans la voïvodie de Podlachie. Il se situe à environ 9 kilomètres au nord de Knyszyn, à 9 kilomètres à l'est de Mońki et à 34 kilomètres au nord-ouest de Bialystok. 
Le village compte approximativement 200 habitants.

## Géographie

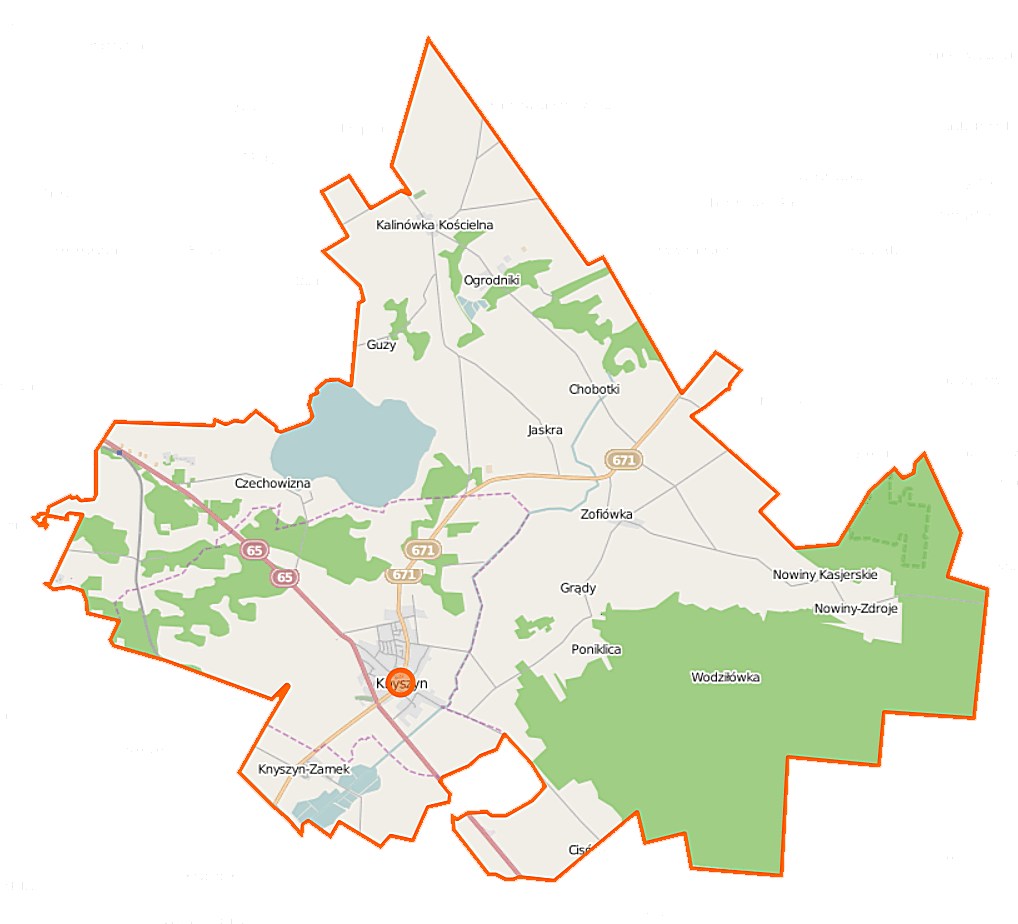
Carte de la gmina de Knyszyn.